# Edificio Colseguros
El Edificio Colseguros o Contraloría General de la Nación es un rascacielos de oficinas ubicado en la ciudad de Bogotá, la capital de Colombia. Fue diseñado en estilo racionalista, mide 145 metros de altura y tiene 36 pisos. Fue construido en 1974 en la esquina nororiental de la Carrera Décima con la calle 17. Es el 12° edificio más alto de la ciudad.

## Arquitectura
El proyecto fue diseñado por el arquitecto Jhon López e hijo Ltda. Consta de una torre de 39 pisos y una plataforma de seis pisos. El conjunto se resuelve en torno a espacios públicos y a una plataforma comercial, cuyos retranqueos en el tercer y cuarto pisos generan amplias terrazas. La torre tiene planta triangular y un sistema estructural con una gran columna central y muros confinantes.